# Coppa Italia 2021-2022 (hockey su ghiaccio)
La Coppa Italia 2021-2022 di hockey su ghiaccio è la 26ª edizione del torneo, per la sesta volta messo in palio fra le squadre partecipanti all'Italian Hockey League (la ex Serie B).

## Formula
La disputa della Coppa Italia rimane anche per questa stagione appannaggio delle squadre iscritte nella cadetteria (denominata Italian Hockey League). 
A differenza della stagione precedente, quando si sarebbero dovute giocare il titolo le squadre classificate ai primi quattro posti al termine della regular season della IHL (poi il regolamento venne cambiato a causa del lungo stop dei campionati a causa della pandemia di COVID-19), le squadre qualificate salirono ad otto, con l'aggiunta dei quarti di finale, ufficialmente denominati turno di qualificazione.

## Classifica della regular season della IHL 2021-2022
Anche in questa stagione la pandemia comportò un cambio di regolamento. Alla data prevista quale termine della stagione regolare, infatti, il Como avrebbe dovuto recuperare ancora tre incontri, non disputati a causa delle numerose positività al COVID-19 tra i lariani. Le società decisero di comune accordo, con il benestare della federazione, di non recuperare le partite non disputate contro Unterland Cavaliers e Varese, mentre per il terzo incontro, Alleghe-Como, venne assegnata dal giudice sportivo la vittoria a tavolino ai veneti.
La classifica venne quindi riscritta, tenendo conto della media punti:
| Pos. | Squadra             | MPt.  | Pt | G  | V  | VOT | POT | P  | GF | GS |
| ---- | ------------------- | ----- | -- | -- | -- | --- | --- | -- | -- | -- |
| 1.   | Valdifiemme         | 2.222 | 40 | 18 | 12 | 1   | 2   | 3  | 53 | 33 |
| 2.   | Kaltern-Caldaro     | 2.000 | 36 | 18 | 10 | 1   | 4   | 3  | 64 | 47 |
| 3.   | Unterland Cavaliers | 1.941 | 33 | 17 | 10 | 1   | 1   | 5  | 69 | 45 |
| 4.   | Alleghe             | 1.889 | 34 | 18 | 8  | 2   | 0   | 5  | 43 | 32 |
| 5.   | Pergine             | 1.778 | 32 | 18 | 8  | 1   | 0   | 5  | 48 | 34 |
| 6.   | Como                | 1.438 | 23 | 16 | 5  | 2   | 1   | 7  | 30 | 44 |
| 7.   | Dobbiaco            | 1.389 | 25 | 18 | 4  | 2   | 0   | 8  | 37 | 48 |
| 8.   | Varese              | 1.235 | 21 | 17 | 5  | 0   | 1   | 8  | 33 | 39 |
| 9.   | Bressanone-Brixen   | 0.722 | 13 | 18 | 3  | 2   | 0   | 9  | 28 | 50 |
| 10.  | Eppan-Appiano       | 0.389 | 7  | 18 | 1  | 0   | 3   | 10 | 34 | 59 |

## Tabellone
|  | Quarti di finale    | Quarti di finale    | Quarti di finale    |                     |             | Semifinali  | Semifinali | Semifinali |  |  | Finale | Finale | Finale |  |
|  |                     |                     |                     |                     |             |             |            |            |  |  |        |        |        |  |
|  | Valdifiemme         | Valdifiemme         | 4                   |                     |             |             |            |            |  |  |        |        |        |  |
|  | Valdifiemme         | Valdifiemme         | 4                   |                     |             |             |            |            |  |  |        |        |        |  |
|  | Varese              | Varese              | 1                   |                     |             |             |            |            |  |  |        |        |        |  |
|  | Varese              | Varese              | 1                   |                     | Valdifiemme | Valdifiemme | 1          |            |  |  |        |        |        |  |
|  |                     |                     |                     |                     | Valdifiemme | Valdifiemme | 1          |            |  |  |        |        |        |  |
|  |                     |                     | Pergine             | Pergine             | 2†          |             |            |            |  |  |        |        |        |  |
|  | Alleghe             | Alleghe             | Pergine             | Pergine             | 2†          | 0           |            |            |  |  |        |        |        |  |
|  | Alleghe             | Alleghe             |                     |                     |             |             |            |            |  |  |        |        |        |  |
|  | Pergine             | Pergine             | 5                   |                     |             |             |            |            |  |  |        |        |        |  |
|  | Pergine             | Pergine             | 5                   |                     | Pergine     | Pergine     | 3          |            |  |  |        |        |        |  |
|  |                     |                     |                     |                     |             |             |            |            |  |  |        |        |        |  |
|  |                     |                     | Unterland Cavaliers | Unterland Cavaliers | 4†          |             |            |            |  |  |        |        |        |  |
|  | Kaltern-Caldaro     | Kaltern-Caldaro     | Unterland Cavaliers | Unterland Cavaliers | 4†          | 3           |            |            |  |  |        |        |        |  |
|  | Kaltern-Caldaro     | Kaltern-Caldaro     |                     |                     |             |             |            |            |  |  |        |        |        |  |
|  | Dobbiaco            | Dobbiaco            | 4†                  |                     |             |             |            |            |  |  |        |        |        |  |
|  | Dobbiaco            | Dobbiaco            | 4†                  |                     | Dobbiaco    | Dobbiaco    | 1          |            |  |  |        |        |        |  |
|  |                     |                     |                     |                     | Dobbiaco    | Dobbiaco    | 1          |            |  |  |        |        |        |  |
|  |                     |                     | Unterland Cavaliers | Unterland Cavaliers | 4           |             |            |            |  |  |        |        |        |  |
|  | Unterland Cavaliers | Unterland Cavaliers | Unterland Cavaliers | Unterland Cavaliers | 4           | 6           |            |            |  |  |        |        |        |  |
|  | Unterland Cavaliers | Unterland Cavaliers |                     |                     |             |             |            |            |  |  |        |        |        |  |
|  | Como                | Como                | 5                   |                     |             |             |            |            |  |  |        |        |        |  |

Legenda: † = partita terminata ai tempi supplementari

## Incontri

### Quarti di finale
| Arbitri: | Luca Cassol Luca Zatta |

|  |           | |
|  | Marcatori | 14:41 Foltin (Meneghini, Stablum) 25:50 Gabri (Mocellin, Sanvido) 36:26 Valorz (Gabri, Meneghini) 42:48 Sanvido (Conci, F. Rigoni) 58:32 Gabri |

| Arbitri: | Thomas Egger Stefano Ricco |

| |           |                                   |
| Moucka (Peiti, Roupec) 2:08 Locatin (Nicolao, Franza) 21:35 Vinatzer (Moucka, Roupec) 48:52 Gamper (Vinatzer, Roupec) 58:31 | Marcatori | 37:06 Borghi (De Biasio, Caletti) |

| Arbitri: | Marco Bagozza Fabio Tirelli |

|                                                                                                |           | |
| Oberrauch (Erschbamer) 40:45 Fink (Felderer, Virtala) 51:55 Vinatzer (Felderer, Virtala) 53:35 | Marcatori | 0:33 A. De Lorenzo Meo (Rizzo, Elliscasis) 6:26 L. De Lorenzo Meo (Schweitzer, Crepaz) 36:15 Profunser (L. De Lorenzo Meo, Crepaz) 64:21 L. De Lorenzo Meo (Schweitzer) |

| Arbitri: | Federico Rivis Simone Soraperra |

| |           | |
| Brighenti (Wieser, Girardi) 24:14 Wieser (De Nardin, M. Cont) 31:51 Wieser (Selva, Dobias) 34:22 Steiner (Wieser) 44:21 De Nardin (Santer) 52:40 Brighenti (Dobias, Graf) 53:13 | Marcatori | 12:10 Formentini (Ambrosoli) 20:47 Privitera (Vola) 26:38 Xamin (Majul) 37:14 Formentini (Xamin) 45:03 Asinelli (Formentini, Codebò) |

### Semifinali
| Arbitri: | Andrea Benvegnù Federico Rivis |

| |           |                                        |
| G. Zerbetto (R. Zerbetto, Pisetta) 23:04 Kaufmann (Selva, Santer) 25:01 Kaufmann (R. Zerbetto) 57:36 Kokoska (Kaufmann) 58:42 | Marcatori | 12:00 Schweitzer (Crepaz, B. Obermair) |

| Arbitri: | Turo Virta Stefano Ricco |

|                                |           |                                            |
| Moucka (Roupec, Chelodi) 11:53 | Marcatori | 15:59 Conci 70:48 Piva (Stablum, Mocellin) |

### Finale
| Arbitri: | Patrick Theo Gruber Fabio Lottaroli |

|                                                                                                |           |                                                                        |
| Sullmann (Goldner, R. Zerbetto) 2:23 Pisetta 2:36 Dobias (Wieser, De Nardin) 6:37 Dobias 78:27 | Marcatori | 12:17 Foltin (Meneghini) 38:09 Conci (Mocellin) 40:34 Sanvido (Foltin) |